# أمير أباد بايين (باقران)
أمير أباد بايين (بالفارسية: امیرآباد پایین) هي مستوطنة تقع في إيران في قسم باقران الريفي. يقدر عدد سكانها بـ 2,927 نسمة .